# Aloeides mumbuensis
Aloeides mumbuensis är en fjärilsart som beskrevs av Riley 1921. Aloeides mumbuensis ingår i släktet Aloeides och familjen juvelvingar. Inga underarter finns listade i Catalogue of Life.